# 1191
| 1191               |
| ------------------ |
| Dødsfald - Fødsler |
|                    |

| Gregoriansk kalender | 1191 MCXCI              |
| Ab urbe condita      | 1944                    |
| Armensk kalender     | 640 ԹՎ ՈԽ               |
| Kinesiske kalender   | 3887 – 3888 庚戌 – 辛亥 |
| Etiopisk kalender    | 1183 – 1184             |
| Jødisk kalender      | 4951 – 4952             |
| Hindukalendere       |                         |
| - Vikram Samvat      | 1246 – 1247             |
| - Shaka Samvat       | 1113 – 1114             |
| - Kali Yuga          | 4292 – 4293             |
| Iransk kalender      | 569 – 570               |
| Islamisk kalender    | 587 – 588               |

Konge i Danmark: Knud 6. 1182-1202
Se også 1191 (tal)

## Dødsfald
- 20. marts - Pave Clemens 3., pave fra 1187 (født 1130).
- Abu'l Nuqoud, Rigmand i Damascus
- Garnier de Naplouse, Doktor og Stormester af Den Tyske Orden